# Маркези, Рино
Рино Маркези (итал. Rino Marchesi; 11 июня 1937, Сан-Джулиано-Миланезе, Италия) — итальянский футболист и тренер, родом из Сан-Джулиано-Миланезе. Выступал в 1960-х годах за такие итальянские клубы как «Фиорентина», «Лацио» и «Аталанта». Закончив карьеру игрока в 1973 году, стал тренером и в период с 1973 по 1994 год был тренером двенадцати итальянских клубов, наиболее известные среди которых «Наполи», «Удинезе», «Интер», «Ювентус».
Сыграл два матча в составе национальной сборной Италии. Дебют пришёлся на матч со сборной Аргентины в 1961 году. Италия тогда одержала победу со счетом 4:1.

## Достижения
- 1958-59 Серия B («Аталанта»)
- 1960-61 Кубок обладателей кубков УЕФА («Фиорентина»)
- 1960-61 Кубок Италии («Фиорентина»)
- 1965-66 Кубок Италии («Фиорентина»)
- 1971 Кубок Альп («Лацио»)